# Les Arts martiaux de Shaolin
Pour plus de détails, voir Fiche technique et Distribution.
Les Arts martiaux de Shaolin est un film hongkongais réalisé par Liu Chia-liang, sorti en 1986. C'est la seule collaboration entre le cinéaste et l'acteur Jet Li.

## Synopsis
Le film raconte l'histoire de deux orphelins dont les parents ont été tués par le même assassin, l'un est envoyé à l'école de shaolin du nord et l'autre à celle du sud. Une fois la date de l'anniversaire du meurtrier arrivée, ils essaient de se venger.

## Fiche technique
- Titre français : Les Arts martiaux de Shaolin
- Titre original : 南北少林, Nan bei Shao Lin
- Titre anglais : Martial Arts of Shaolin
- Réalisateur : Liu Chia-liang
- Scénariste : Sze Yeung-Ping et Shi Yang-Ping
- Société de production : Shaw Brothers
- Producteur : Fu Qi
- Photographie : Tsao An-Sung
- Costumes : Tan Chin-meng
- Langue : Mandarin
- Genre : Action, kung-fu
- Durée : 90 minutes
- Date de sortie :
  - Hong Kong : 1er février 1986

## Distribution
- Jet Li (VF : Christophe Hespel) : Zhi Ming
- Qiuyan Huang : Si Ma Yan
- Hu Jian Qiang : Chao Wei
- Cheng-Hui Yu : He Suo
- Hai Yu (VF : Olivier Cuvellier) : Sifu
- Yan Di-hua (VF : Jean-Paul Landresse) : Maître Wu Lou